# Sinoe (Constanța)
Sinoe (antiguamente Casapchioi) es una localidad rumana de la comuna de Mihai Viteazu, en el condado de Constanța.

## Toponimia
El nombre antiguo del lugar puede encontrarse escrito con las grafías Casap-Chioi y Casapchioi. En 1932 pasó a llamarse Sinoe.

## Historia
Hacia comienzos del siglo XX la localidad, que ya por entonces pertenecía al condado de Constanța, formaba parte de la comuna homónima de Casap-Chioi y tenía contabilizada una población de 1177 habitantes, de los cuales 1070 eran búlgaros y el resto rumanos, turcos, gitanos y griegos.
En la segunda mitad del siglo XX la localidad había pasado a pertenecer a la comuna de Mihai Viteazu. En el censo de 2021 la localidad tenía una población de 1458 habitantes.